# 19 maj
19 maj är den 139:e dagen på året i den gregorianska kalendern (140:e under skottår). Det återstår 226 dagar av året.

## Dagens namn

### I den svenska almanackan
- Nuvarande – Maj och Majken
- Föregående i bokstavsordning
  - Alda – Namnet infördes på dagens datum 1986, men utgick 1993.
  - Alrik – Namnet förekom på 1790-talet på 11 april, men utgick sedan. 1901 infördes det på dagens datum, men flyttades 1993 till 5 augusti, där det har funnits sedan dess.
  - Altea – Namnet infördes på dagens datum 1986, men utgick 1993.
  - Maj – Namnet infördes 1986 på 1 maj, men flyttades 2001 till dagens datum.
  - Majken – Namnet infördes 1986 på 29 september. 1993 flyttades det till dagens datum och har funnits där sedan dess.
  - Majvor – Namnet infördes 1986 på 10 december, men flyttades 1993 till dagens datum och 2001 till 8 juni.
  - Potentia – Namnet fanns, till minne av Potentia en romersk jungfru, som ska ha torkat blodet av apostlarna Petrus och Paulus, när de led martyrdöden, även i formen Potentiana, tidigast på 20 november. Någon gång före 1901 flyttades det till dagens datum, men utgick detta år.
- Föregående i kronologisk ordning
  - Före 1901 – Potentia eller Potentiana
  - 1901–1985 – Alrik
  - 1986–1992 – Alrik, Alda och Altea
  - 1993–2000 – Majken och Majvor
  - Från 2001 – Maj och Majken
- Källor
  - Brylla, Eva (red.): Namnlängdsboken, Norstedts ordbok, Stockholm, 2000. ISBN 91-7227-204-X
  - af Klintberg, Bengt: Namnen i almanackan, Norstedts ordbok, Stockholm, 2001. ISBN 91-7227-292-9

### Finlandssvenska almanackan
- Nuvarande från 2025[1] – Emma, Emilia, Emelie, Amelie, Milla, Emilie, Emmy, Amelia, Mila, Amalia
- I föregående revideringar[a][2]
  - 1929–1949 – Emil, Emilia
  - 1950–1972 – Emilia, Mili, Emma
  - 1973–1994 – Emilia, Emma, Mili
  - 1995–2004 – Emilia, Emma, Amalia, Mili
  - 2005–2014 – Emilia, Emma, Emelie, Amalia, Mili
  - 2015–2019 – Emilia, Emma, Emelie, Amelie, Amalia, Milla
  - 2020–2024 – Emma, Emilia, Emelie, Amelie, Milla, Emmy, Amelia, Amalia

## Händelser
- 715 – Sedan Constantinus har avlidit den 9 april väljs Gregorius II till påve.[3]
- 1536 – Två dagar efter att den engelske kungen Henrik VIII har låtit upplösa sitt äktenskap med Anne Boleyn blir hon avrättad genom halshuggning på Towern i London, anklagad för högförräderi. Den verkliga orsaken är dock, att Henrik vill skaffa sig en ny hustru, eftersom Anne Boleyn inte har skänkt honom någon son, som kan bli arvinge till den engelska tronen, och han inser, att han inte kan skilja sig en andra gång (han har redan skilt sig från sin första hustru Katarina av Aragonien fem år tidigare). Trots att hans nästa hustru Jane Seymour föder honom sonen Edvard kommer Henrik att gifta sig totalt sex gånger.
- 1769 – Sedan Clemens XIII har avlidit den 2 februari väljs Giovanni Vincenzo Antonio Ganganelli till påve och tar namnet Clemens XIV.
- 1802 – Den franske förstekonsuln Napoleon Bonaparte instiftar orden Hederslegionen, som en ersättning för de tidigare kungliga ordnar som har funnits i Frankrike och den blir landets finaste statsorden. Under restaurationen av det franska kungadömet senare under 1800-talet hamnar den under de återinförda kungliga ordnarna i rang, men när kunga- och sedan även kejsardömet på nytt har fallit blir Hederslegionen återigen högst i rang bland landets ordnar.
- 1836 – Den åttaåriga vita flickan Cynthia Ann Parker blir under massakern vid Parkers fort kidnappad av comancheindianer tillsammans med sin lillebror och två andra kvinnor. Hon kommer sedan att leva i 24 år med comancherna, gifter sig med en av deras hövdingar och blir sedermera mor till deras siste hövding Quanah Parker. När hon 1860 blir ”räddad” av medlemmar ur poliskåren Texas Rangers vägrar hon att återanpassa sig till de vitas liv och försöker vid flera tillfällen rymma tillbaka till sin stam.
- 1919 – Den brittiska filantropen Eglantyne Jebb håller ett möte i konserthuset Royal Albert Hall i London, där hon offentligt startar en förening, som får namnet The Save the Children Fund (i dagligt tal Save the Children) och vars syfte är att ”erbjuda hjälp åt de barn, som lider av krigets effekter”. Tillsammans med sin syster Dorothy Buxton har hon grundat föreningen redan 15 april, men nu blir den alltså offentlig. På dagen ett halvår senare (den 19 november) grundas den svenska avdelningen, som får namnet Rädda Barnen.
- 1922 – Den så kallade Genuakonferensen, som har pågått i italienska Genua sedan 10 april, avslutas. Konferensens syfte har varit att få till stånd en återuppbyggnad av Central- och Östeuropa efter första världskriget och att upprätta kontakter mellan de kapitalistiska staterna i Västeuropa och den kommunistiska regimen i det nygrundade Sovjetunionen. Resultatet av konferensen blir dock magert, men det är första gången efter kriget, som Tyskland och Ryssland/Sovjetunionen får tillträde till internationella förhandlingar på jämlika villkor med övriga deltagarländer.
- 1982 – Den svenska fotbollsklubben IFK Göteborg besegrar Hamburger SV med 3–0 på Volksparkstadion i Hamburg inför 61 000 åskådare. Göteborgslaget blir därmed den första svenska fotbollsklubb, som vinner den europeiska fotbollsturneringen Uefacupen.
- 2018 – Stopp i flygtrafiken på Arlanda flygplats, på grund av haveri i operativsystemet. Inga flygplan får lyfta eller landa.[4]

## Födda
- 1593 – Jacob Jordaens, flamländsk målare
- 1685 – Neri Maria Corsini, italiensk kardinal
- 1744 – Charlotta av Mecklenburg-Strelitz, Storbritanniens drottning 1761–1818 (gift med Georg III)
- 1762 – Johann Gottlieb Fichte, tysk filosof
- 1783 – Fredrik Ludvig Ridderstolpe, svensk greve, överste och landshövding i Västmanlands län
- 1810 – Orla Lehmann, dansk jurist och politiker
- 1819 – Nikolaj Adlerberg, rysk greve och general, Finlands generalguvernör 1866–1881
- 1827 – Leonidas Sexton, amerikansk republikansk politiker, kongressledamot 1877–1879
- 1853 – Knut Agathon Wallenberg, svensk bankir och politiker, Sveriges utrikesminister 1914–1917
- 1861 – Nellie Melba, australisk operasångare (sopran), som har fått efterrätten Peach Melba uppkallad efter sig
- 1870 – Albert Fish, amerikansk seriemördare
- 1888 – Nikolaj Sjvernik, sovjetisk politiker, Sovjetunionens statschef 1946–1953
- 1890 – Ho Chi Minh, vietnamesisk statsman och kommunistisk politiker, Nordvietnams premiärminister 1945–1955 och president 1945–1969
- 1893 – Mathias Alexandersson, svensk skådespelare
- 1897 – Wiwen Nilsson, svensk silversmed och hovjuvelerare
- 1899 – Roger C. Peace, amerikansk demokratisk politiker och publicist, senator för South Carolina 1941
- 1904 – Sven Thofelt, svensk militär och idrottare
- 1908 – Bengt-Olof Granberg, svensk skådespelare
- 1910 – Helge Hagerman, svensk skådespelare, vissångare, regissör och producent
- 1914 – Max Perutz, österrikisk-brittisk kemist och molekylärbiolog, mottagare av Nobelpriset i kemi 1962
- 1919 – Arvid Andersson, svensk tyngdlyftare med smeknamnet Starke Arvid, bragdmedaljör 1946
- 1924 – Lennart Cedrup, svensk journalist.
- 1925
  - Malcolm Little, amerikansk svart medborgarrättskämpe, känd som Malcolm X
  - Saloth Sar, kambodjansk kommunistisk politiker med smeknamnet Pol Pot, ledare för det kambodjanska kommunistpartiet Röda khmererna 1963–1979, Kambodjas premiärminister 1976–1979
- 1932 – Alma Cogan, brittisk popsångare
- 1933 – Carl Billquist, svensk skådespelare
- 1939 – James Fox, brittisk skådespelare
- 1941 – Nora Ephron, amerikansk regissör och manusförfattare
- 1944 – Stig Törnblom, svensk skådespelare
- 1945 – Pete Townshend, brittisk musiker och sångare, gitarrist i rockgruppen The Who
- 1946
  - Michele Placido, italiensk skådespelare, manusförfattare och regissör
  - André the Giant, fransk brottare och skådespelare
- 1947 – Christopher Chope, brittisk konservativ politiker, parlamentsledamot 1983–1992 och 1997–
- 1948 – Grace Jones, jamaicansk-amerikansk fotomodell, sångare och skådespelare
- 1949 – Dusty Hill, amerikansk musiker, basist i rockgruppen ZZ Top
- 1951
  - Per Holmberg, svensk skådespelare
  - Jörgen Lindström, svensk barnskådespelare
  - Joey Ramone, amerikansk musiker och låtskrivare, sångare i punkgruppen The Ramones
- 1953
  - Brad Miller, amerikansk demokratisk politiker
  - Roger Melin, svensk författare
- 1954 – Phil Rudd, australisk musiker, trumslagare i gruppen AC/DC
- 1955
  - Ingalill Ellung, svensk skådespelare
  - Tytte Johnsson, svensk skådespelare
  - James Gosling, kanadensisk programmerare, en av skaparna av programspråket Java
- 1956
  - Oliver Letwin, brittisk konservativ politiker
  - Kristian Petri, svensk regissör, manusförfattare, författare och kulturjournalist
- 1957 – Susanne Barklund, svensk skådespelare
- 1963 – Susanna Gideonsson, svensk fackföreningsledare, LO:s ordförande 2020–2024
- 1964 – Gitanas Nauseda, litauisk ekonom, president 2019–
- 1968 – Lena Ollmark, svensk författare och manusförfattare
- 1969 – Thomas Vinterberg, dansk regissör och manusförfattare
- 1972 – Jenny Berggren, svensk popsångare och låtskrivare, sångare i gruppen Ace of Base
- 1973 – Andreas Johansson, svensk ishockeyspelare
- 1974 – Lars-Egon Larson, svensk pianist och kompositör med artistnamnet Lale Larsson
- 1976 – Stefan Nykvist, svensk musiker, sångare i dansbandet Larz-Kristerz
- 1977 – Manuel Almunia, spansk fotbollsspelare
- 1979
  - Andrea Pirlo, italiensk fotbollsspelare
  - Diego Forlán, uruguayansk fotbollsspelare
- 1980 – Drew Fuller, amerikansk skådespelare och fotomodell
- 1982 – Thomas Dietz, tysk jonglör
- 1983 – H. Olliver Twisted, finländsk sångare, frontman i grupperna Reckless Love och Crashdïet

## Avlidna
- 988 – Dunstan, omkring 79, engelsk kyrkoman och helgon, ärkebiskop av Canterbury 961–980
- 1125 – Vladimir II Monomach, omkring 71, storfurste av Kievrus sedan 1113
- 1296 – Celestinus V, omkring 81 eller 87, påve 1294
- 1536 – Anne Boleyn, omkring 29 eller 35, drottning av England 1533–1536 (gift med Henrik VIII; avrättad)
- 1793 – Jean Eric Rehn, 76, svensk arkitekt och gravör
- 1795 – James Boswell, 54, brittisk författare och dagboksförare
- 1825 – Henri de Saint-Simon, 64, fransk politisk tänkare
- 1864 – Nathaniel Hawthorne, 59, amerikansk författare
- 1895 – José Martí, 42, kubansk politiker, journalist, filosof och poet med pseudonymen El Apóstol (stupad)
- 1898
  - William Ewart Gladstone, 88, brittisk liberal politiker, Storbritanniens premiärminister 1869–1874, 1880–1885, 1886 och 1892–1894
  - Oran M. Roberts, 82, amerikansk demokratisk politiker och jurist, guvernör i Texas 1879–1883
- 1899 – Charles R. Buckalew, 77, amerikansk demokratisk politiker, senator för Pennsylvania 1863–1869
- 1903 – Carl Snoilsky, 61, svensk greve, diplomat och skald, ledamot av Svenska Akademien sedan 1876
- 1908 – Gullbrand Elowson, 72, svensk politiker och skolman
- 1915 – Amos W. Barber, 54, amerikansk republikansk politiker och kirurg, guvernör i Wyoming 1890–1893
- 1925 – Viking Eggeling, 44, svensk konstnär och filmare
- 1935 – Thomas Edward Lawrence, 46, brittisk officer, författare och arkeolog med smeknamnet Lawrence av Arabien
- 1945 – Philipp Bouhler, 45, tysk SS-officer
- 1954 – Charles Ives, 79, amerikansk kompositör
- 1958 – Ronald Colman, 67, brittisk skådespelare
- 1966 – Theodore F. Green, 98, amerikansk demokratisk politiker, guvernör i Rhode Island 1933–1937 och senator för samma delstat 1937–1961
- 1969 – Coleman Hawkins, 64, amerikansk jazzsaxofonist
- 1984 – Henrik Tikkanen, 59, finlandssvensk illustratör och författare
- 1985
  - Hilding Rosenberg, 92, svensk tonsättare och dirigent
  - Leif Sinding, 89, norsk regissör och manusförfattare
- 1994 – Jacqueline Kennedy Onassis, 64, amerikansk fotomodell, fotograf och politikerhustru, USA:s första dam 1961–1963 (gift med John F. Kennedy)
- 1998 – Sosuke Uno, 75, japansk politiker, Japans premiärminister 1989
- 1999 – Barbro Nordin, 76, svensk skådespelare
- 2004 – E.K. Nayanar, 84, indisk kommunistisk politiker
- 2006 – Freddie Garrity, 69, brittisk sångare
- 2009 – Robert F. Furchgott, 92, amerikansk biokemist, mottagare av Nobelpriset i fysiologi eller medicin 1998
- 2011
  - Garret FitzGerald, 85, irländsk politiker, Irlands premiärminister 1981–1982 och 1982–1987
  - Kathy Kirby, 72, brittisk sångare
  - Arne Lundgren, 85, svensk författare och översättare
- 2012 – Ian Burgess, 81, brittisk racerförare
- 2014
  - Jack Brabham, 88, australisk racerförare
  - Zbigniew Pietrzykowski, 79, polsk olympisk boxare
- 2017 – Stanislav Petrov, 77, sovjetisk överstelöjtnant som 1983 troligen avvärjde ett kärnvapenkrig
- 2020 – Malin Gjörup, 56, svensk skådespelare och operasångare
- 2023 – Andy Rourke, 59, brittisk basist i The Smiths
- 2024 – Ebrahim Raisi, 63, iransk politiker, president sedan 2021